# Margarita Pérez Pallares
Margarita Pérez Pallares (Quito, 29 de septiembre de 1943) es la exesposa del presidente ecuatoriano Osvaldo Hurtado Larrea, y como tal fue reconocida como Primera dama de la nación, cargo que ejerció entre el 24 de mayo de 1981 y el 10 de agosto de 1984.

## Biografía
Nació en la ciudad de Quito el 29 de septiembre de 1943, como hija legítima de Rodrigo Pérez Serrano y su primera esposa, Rebeca Pallares Guarderas, siendo la última de cuatro hermanos que tuvo el matrimonio.

### Matrimonio y descendencia
En 1968 contrajo matrimonio con Osvaldo Hurtado Larrea, con quien tendría cinco hijos, siendo los dos últimos mellizos nacidos en el Palacio de Carondelet:
- Sebastián Hurtado Pérez
- Andrés Hurtado Pérez
- Cristina Hurtado Pérez
- Isabel Hurtado Pérez
- Felipe Hurtado Pérez

## Primera dama (1981-1984)
Como primera dama de la nación, Margarita fue presidente del Instituto Nacional del Niño y la Familia (INNFA), así como anfitriona del Palacio de Carondelet, en donde acompañó a sus esposo en diversos actos protocolares como el recibimiento de los restos de la anterior pareja presidencial fallecida en un accidente aéreo: Jaime Roldós Aguilera y Martha Bucaram Ortiz. También asistió a la recepción ofrecida en 1982 al presidente del Gobierno español, Leopoldo Calvo-Sotelo.